# Superliga de voleibol
La Superliga Masculina de Voleibol, más conocida como Superliga, es la máxima categoría de las ligas masculinas de voleibol en España. El campeonato comenzó en la temporada 1964-1965 con una liga de dos grupos y play-off final por el título. En 1984 se intentó dar un primer cambio a la competición pero no es hasta 1989 cuando se creó la competición tal como se realiza actualmente.
El primer campeonato de liga se disputó en el año 1965 y hasta 1983 se denominó Primera División, para pasar a denominarse posteriormente División de Honor en la temporada 1984, hasta 1988. A partir de la temporada 1988-90, tomó su actual denominación de Superliga. Desde la temporada 2006-07 compiten en esta categoría 12 equipos.

## Historia

### Irrupción de Unicaja Almería (1996-2005)
El Unicaja Almería debutó en la competición en 1989, pero no fue hasta la temporada 1996-97 cuando el conjunto de Almería daría un paso adelante y empezó a tener la regularidad de un grande. Tuvieron varios entrenadores en este periodo y en estas fechas se consiguió, además, ser finalista de la CEV Champions League, único equipo masculino español en disputar un partido como este.
Puso las cosas muy difíciles a los equipos dominantes como el Numancia CMA Soria, Calvo Sotelo o un naciente Pòrtol. El equipo conseguía siempre buenos resultados en esta competición con jugadores que marcaron un antes y un después como Rafa Pascual, Cosme Prenafeta, etc. En estas nueve temporadas, consiguió así levantar 8 títulos y solo Numancia CMA Soria fue capaz de interrumpir su racha.

### Trienio de Palma Volley (2005-2008)
Durante tres temporadas (2005-06, 2006-07 y 2007-08) el Club Voleibol Pòrtol consiguió enlazar tres campeonatos ligueros consecutivos. Algo que ya se había visto en otras ocasiones con diferentes equipos pero que era la primera vez que le ocurría al denominado Palma Volley o Drac Palma, dependiendo la temporada. La llegada de Marcelo Méndez al banquillo palmesano propició la época dorada del club y la vuelta de un equipo balear a conseguir el entorchado de la Superliga. 
Esto no solo afectó al equipo de Palma de Mallorca sino que también hizo lo propio con el resto de equipos punteros como Numancia CMA Soria o Unicaja Almería que vieron como el nivel de la Superliga podía llegarse a poner un escalón (muy pequeño) por debajo de las grandes ligas como la italiana. Los españoles podían competir perfectamente contra cualquier equipo extranjero, daba igual la procedencia. Fruto de ello es la asiduidad con la que pasaban las rondas en las tres competiciones europeas.

### Dominio de Teruel y Almería (2008-Act.)
En la temporada 2008-09, cuando arranca esta etapa, se implantó un nuevo sistema de puntuación en el que en las victorias por 3-0 y 3-1 se otorgan 3 puntos al vencedor y 0 al perdedor, mientras que en las victorias por 3-2 se otorgan 2 puntos al vencedor y 1 al perdedor. Un nuevo sistema que no solo había entrado en el panorama nacional, sino que también lo hizo a nivel internacional.
Tras dos años en la categoría, el proyecto del Club Voleibol Teruel se consolida en la élite del voleibol español. Debido a este crecimiento del proyecto, desde la misma temporada 2008-09 el club aragonés y el Unicaja Almería serán leales a su cita con la final de la Superliga. Solo en la edición de la 2016-17 un equipo, el Urbia Voley Palma sería capaz de cortar este oligopolio emprendido entre ambos equipos.
Durante las once ediciones en las que transcurre el periodo del que hablamos, el Club Voleibol Teruel conseguiría siete títulos y tres subcampeonatos, un total de diez finales. Una cifra que se redondea a la perfección con Unicaja Almería quienes llegaron a disputar todas las ediciones, aunque, con menos fortuna. Solo consiguieron tres títulos que les permitió cortar la racha turolense.
Crisis económica y recuperación del nivel de la competición
Durante estos años, la competición sufrió los efectos de la crisis económica que azotaba España y muchos otros países del mundo. Los equipos empezaron a tener problemas de liquidez, empezaron a endeudarse y terminaron descendiendo por deméritos deportivos, por renuncia a su plaza ante la imposibilidad de pagarla o por un descenso administrativo. Algunos clubes históricos como el C. V. Andorra, el Club Voleibol Zaragoza, Tarragona SPiSP, C. V. Pòrtol, el Tenerife Sur no aguantaron y tuvieron que perder su plaza. La competición se quedó huérfana de equipos y durante unos años no fue posible llegar a los 12 equipos que completaban la liga.
Fue durante este periodo cuando el Numancia CMA Soria tuvo que disolverse, convocar un concurso de acreedores y tras el trabajo de la plataforma "Salvemos el vóley" el club pudo refundarse y mantener la categoría bajo el nombre de Río Duero Soria. Un punto de inflexión que supuso un antes y un después en el campeonato, aunque esto no se vería hasta pasadas unas temporadas.
Ya en la 2015-16, la competición empezaba a revitalizarse y, aunque el nivel no era el de antaño, se  podía contar con el número de equipos requeridos para un campeonato así. Fue con el ascenso de Ushuaïa Ibiza Voley unas temporadas atrás y el de Urbia Voley Palma la siguiente temporada, cuando el nivel de competición por un puesto en la final iba a empezar a crecer. Poco a poco los equipos se fueron contagiando y con trabajo se logró recuperar un poco el nivel del campeonato. Clubes como Textil Santanderina, UBE L'Illa Grau o Río Duero Soria consiguieron mejorar sus condiciones y sus plantillas llegando a plantarle cara a los dos grandes e incluso ganarles en alguna ocasión.

## Historial
Los ganadores del torneo más importante del voleibol masculino de España en sus distintas denominaciones han sido:
| Edición           | Temp.            | Campeón                                | Subcampeón                             | Tercero                                | Cuarto                                 |
| Primera División  | Primera División | Primera División                       | Primera División                       | Primera División                       | Primera División                       |
| ----------------- | ---------------- | -------------------------------------- | -------------------------------------- | -------------------------------------- | -------------------------------------- |
| 1.ª               | 1964-65          | C. D. Hispano Francés Barcelona        | Real Madrid C. F.                      | Picadero J. C. Barcelona               | Club Ferroviarios Langreo              |
| 2.ª               | 1965-66          | Picadero J. C. Barcelona               | Club Ferroviarios Langreo              | Real Madrid C. F.                      | C. D. Hispano Francés Barcelona        |
| 3.ª               | 1966-67          | C. D. Hispano Francés Barcelona        | Universidad Laboral Tarragona          | Picadero J. C. Barcelona               | Club Ferroviarios Langreo              |
| 4.ª               | 1967-68          | C. D. Hispano Francés Barcelona        | Picadero J. C. Barcelona               | Club Atlético de Madrid                | Real Madrid C. F.                      |
| 5.ª               | 1968-69          | Club Atlético de Madrid                | C. D. Hispano Francés Barcelona        | Picadero J. C. Barcelona               | A. D. Esmena Gijón                     |
| 6.ª               | 1969-70          | Club Atlético de Madrid                | Picadero J. C. Barcelona               | C. D. Hispano Francés Barcelona        | Real Madrid C. F.                      |
| 7.ª               | 1970-71          | Club Atlético de Madrid                | Real Madrid C. F.                      | C. D. Hispano Francés Barcelona        | Picadero J. C. Barcelona               |
| 8.ª               | 1971-72          | Real Madrid C. F.                      | Club Atlético de Madrid                | C. D. Hispano Francés Barcelona        | C. F. Barcelona                        |
| 9.ª               | 1972-73          | C. D. Hispano Francés Barcelona        | Club Atlético de Madrid                | Real Madrid C. F.                      | C. F. Barcelona                        |
| 10.ª              | 1973-74          | Club Atlético de Madrid                | Real Madrid C. F.                      | C. F. Barcelona                        | C. D. Hispano Francés Barcelona        |
| 11.ª              | 1974-75          | Club Atlético de Madrid                | Real Madrid C. F.                      | Club Atlético Montemar                 | C. D. Hispano Francés Barcelona        |
| 12.ª              | 1975-76          | Real Madrid C. F.                      | Club Atlético de Madrid                | R. G. C. Covadonga Gijón               | C. D. Hispano Francés Barcelona        |
| 13.ª              | 1976-77          | Real Madrid C. F.                      | Club Atlético de Madrid                | C. V. San Cugat                        | Club Vigo Voleibol                     |
| 14.ª              | 1977-78          | Real Madrid C. F.                      | C. V. San Cugat                        | Club Vigo Voleibol                     | Colegio Pío XI Sevilla                 |
| 15.ª              | 1978-79          | Real Madrid C. F.                      | C. V. San Cugat                        | C. V. Salesianos Atocha Madrid         | Club Vigo Voleibol                     |
| 16.ª              | 1979-80          | Real Madrid C. F.                      | C. V. San Cugat                        | C. V. Salesianos Atocha Madrid         | Colegio Pío XI Sevilla                 |
| 17.ª              | 1980-81          | C. V. Son Amar Palma                   | Real Madrid C. F.                      | C. V. San Cugat                        | C. V. Salesianos Atocha Madrid         |
| 18.ª              | 1981-82          | C. V. Son Amar Palma                   | Real Madrid C. F.                      | C. V. Salesianos Atocha Madrid         | C. V. Veracruz Huelva                  |
| 19.ª              | 1982-83          | Real Madrid C. F.                      | C. V. Son Amar Palma                   | C. V. Salesianos Atocha Madrid         | A. D. Recuerdo Madrid                  |
| División de Honor |                  |                                        |                                        |                                        |                                        |
| 20.ª              | 1983-84          | C. V. Son Amar Palma                   | C. V. Sanitas Madrid                   | Club Atlético de Madrid                | A. D. Recuerdo Madrid                  |
| 21.ª              | 1984-85          | C. V. Salesianos Atocha Madrid         | C. V. Sanitas Madrid                   | C. V. Cisneros Tenerife                | A. D. Recuerdo Madrid                  |
| 22.ª              | 1985-86          | C. V. Son Amar Palma                   | C. V. Sanitas Madrid                   | C. V. Cisneros Tenerife                | C. D. Hispano Francés Barcelona        |
| 23.ª              | 1986-87          | C. V. Son Amar Palma                   | C. V. Salesianos Atocha Madrid         | Colegio Joyfe Madrid                   | C. V. Cisneros Tenerife                |
| 24.ª              | 1987-88          | C. V. Son Amar Palma                   | C. V. Gran Canaria                     | C. V. Salesianos Atocha Madrid         | C. V. Cisneros Tenerife                |
| Superliga         |                  |                                        |                                        |                                        |                                        |
| 25.ª              | 1988-89          | C. V. Son Amar Palma                   | C. V. Gran Canaria                     | A. C. D. Bomberos Barcelona            | C. V. Cisneros Tenerife                |
| 26.ª              | 1989-90          | C. V. Gran Canaria                     | A. C. D. Bomberos Barcelona            | C. V. Palma                            | C. V. Benalmádena                      |
| 27.ª              | 1990-91          | C. V. Gran Canaria                     | C. V. Palma                            | C. V. Cisneros Tenerife                | C. V. Andorra                          |
| 28.ª              | 1991-92          | C. V. Gran Canaria                     | C. V. Andorra                          | C. V. San José Soria                   | C. V. Unicaja Almería                  |
| 29.ª              | 1992-93          | C. V. Gran Canaria                     | C. V. Unicaja Almería                  | C. V. San José Soria                   | C. V. Gáldar                           |
| 30.ª              | 1993-94          | C. V. Gran Canaria                     | C. V. San José Soria                   | C. V. Unicaja Almería                  | Club Vigo Voleibol                     |
| 31.ª              | 1994-95          | C. V. San José Soria                   | C. V. Gran Canaria                     | C. V. Unicaja Almería                  | C. V. Cisneros Tenerife                |
| 32.ª              | 1995-96          | C. V. San José Soria                   | C. V. Gran Canaria                     | C. V. Unicaja Almería                  | Club Vigo Voleibol                     |
| 33.ª              | 1996-97          | C. V. Unicaja Almería                  | C. V. San José Soria                   | C. V. Gran Canaria                     | Club Vigo Voleibol                     |
| 34.ª              | 1997-98          | C. V. Unicaja Almería                  | C. V. Gran Canaria                     | C. V. San José Soria                   | C. V. Huelva                           |
| 35.ª              | 1998-99          | C. D. Numancia Soria                   | C. V. Gran Canaria                     | C. V. Unicaja Almería                  | C. V. Deportivo Malagueño              |
| 36.ª              | 1999-00          | C. V. Unicaja Almería                  | C. D. Numancia Soria                   | C. V. Deportivo Malagueño              | C. V. SPiSP Tarragona                  |
| 37.ª              | 2000-01          | C. V. Unicaja Almería                  | C. D. Numancia Soria                   | C. V. Gran Canaria                     | C. V. Deportivo Malagueño              |
| 38.ª              | 2001-02          | C. V. Unicaja Almería                  | C. V. Gran Canaria                     | C. D. Numancia Soria                   | C. V. Deportivo Malagueño              |
| 39.ª              | 2002-03          | C. V. Unicaja Almería                  | Arona Tenerife Sur                     | C. V. Andorra                          | C. D. Numancia Soria                   |
| 40.ª              | 2003-04          | C. V. Unicaja Almería                  | C. D. Numancia Soria                   | C. V. Portol Palma                     | C. V. Andorra                          |
| 41.ª              | 2004-05          | C. V. Unicaja Almería                  | C. V. Portol Palma                     | C. V. Arona Tenerife Sur               | C. D. Numancia Soria                   |
| 42.ª              | 2005-06          | C. V. Portol Palma                     | C. D. Numancia Soria                   | C. V. Unicaja Almería                  | C. V. Gran Canaria                     |
| 43.ª              | 2006-07          | C. V. Portol Palma                     | C. V. Unicaja Almería                  | C. V. Arona Tenerife Sur               | C. D. Numancia Soria                   |
| 44.ª              | 2007-08          | C. V. Portol Palma                     | C. V. Unicaja Almería                  | C. V. Arona Tenerife Sur               | C. D. Universidad Granada              |
| 45.ª              | 2008-09          | Club Voleibol Teruel                   | C. V. Unicaja Almería                  | Palma Volley                           | C. D. Numancia Soria                   |
| 46.ª              | 2009-10          | Club Voleibol Teruel                   | C. V. Unicaja Almería                  | C. V. SPiSP Tarragona                  | Palma Volley                           |
| 47.ª              | 2010-11          | Club Voleibol Teruel                   | C. V. Unicaja Almería                  | F. C. Barcelona                        | C. D. Numancia Soria                   |
| 48.ª              | 2011-12          | Club Voleibol Teruel                   | C. V. Unicaja Almería                  | C. D. Numancia Soria                   | CAV Esquimo Dos Hermanas               |
| 49.ª              | 2012-13          | C. V. Unicaja Almería                  | Club Voleibol Teruel                   | C. D. Numancia Soria                   | CAV Esquimo Dos Hermanas               |
| 50.ª              | 2013-14          | Club Voleibol Teruel                   | C. V. Unicaja Almería                  | C. V. Ibiza                            | C. V. 7 Islas Vecindario               |
| 51.ª              | 2014-15          | C. V. Unicaja Almería                  | Club Voleibol Teruel                   | C. D. V. Río Duero Soria               | C. V. Ibiza                            |
| 52.ª              | 2015-16          | C. V. Unicaja Almería                  | Club Voleibol Teruel                   | C. V. Ibiza                            | C. D. V. Río Duero Soria               |
| 53.ª              | 2016-17          | Club Vóley Palma                       | C. V. Unicaja Almería                  | Club Voleibol Teruel                   | C. V. Ibiza                            |
| 54.ª              | 2017-18          | Club Voleibol Teruel                   | C. V. Unicaja Almería                  | Club Vóley Palma                       | C. D. V. Río Duero Soria               |
| 55.ª              | 2018-19          | Club Voleibol Teruel                   | C. V. Unicaja Almería                  | C. V. Ibiza                            | Club Vóley Palma                       |
| 56.ª              | 2019-20          | Cancelada por la Pandemia de COVID-19. | Cancelada por la Pandemia de COVID-19. | Cancelada por la Pandemia de COVID-19. | Cancelada por la Pandemia de COVID-19. |
| 57.ª              | 2020-21          | C. V. Guaguas Las Palmas               | C. V. Unicaja Almería                  | Club Voleibol Teruel                   | Club Voleibol Melilla                  |
| 58.ª              | 2021-22          | C. V. Unicaja Almería                  | Club Voleibol Melilla                  | C. V. Guaguas Las Palmas               | Club Vóley Palma                       |
| 59.ª              | 2022-23          | C. V. Guaguas Las Palmas               | C. D. V. Río Duero Soria               | Club Voleibol Teruel                   | Club Voleibol Melilla                  |
| 60.ª              | 2023-24          | C. V. Guaguas Las Palmas               | C. D. V. Río Duero Soria               | C . V . Unicaja Almería                | Club Voleibol Teruel                   |
| 61.ª              | 2024-25          | C. V. Guaguas Las Palmas               | C. D. V. Río Duero Soria               | UPV Léleman Conqueridor                | Conectabalear Manacor                  |

### Palmarés por clubes
| Club                            | Títulos | Subcamp. | Año                                                                      |
| ------------------------------- | ------- | -------- | ------------------------------------------------------------------------ |
| C. V. Unicaja Almería           | 12      | 12       | 1997, 1998, 2000, 2001, 2002, 2003, 2004, 2005, 2013, 2015 , 2016 y 2022 |
| Real Madrid                     | 7       | 6        | 1972, 1976, 1977, 1978, 1979, 1980 y 1983                                |
| Club Voleibol Teruel            | 7       | 3        | 2009, 2010, 2011, 2012, 2014, 2018 y 2019                                |
| C. V. Son Amar Palma            | 7       | 1        | 1981, 1982, 1984, 1986, 1987, 1988 y 1989                                |
| Club Voleibol Calvo Sotelo      | 5       | 7        | 1990, 1991, 1992, 1993 y 1994                                            |
| Atlético de Madrid              | 5       | 4        | 1969, 1970, 1971, 1974 y 1975                                            |
| C. D. Hispano Francés Barcelona | 4       | 1        | 1965, 1967, 1968 y 1973                                                  |
| Club Voleibol Guaguas           | 4       | —        | 2021, 2023, 2024 y 2025                                                  |
| C.D. Numancia Soria             | 3       | 6        | 1995, 1996 y 1999                                                        |
| Club Voleibol Pòrtol            | 3       | 1        | 2006, 2007 y 2008                                                        |
| Picadero J. C. Barcelona        | 1       | 2        | 1966                                                                     |
| C.V. Salesianos Madrid          | 1       | 1        | 1985                                                                     |
| Club Vóley Palma                | 1       | —        | 2017                                                                     |